# Рабац

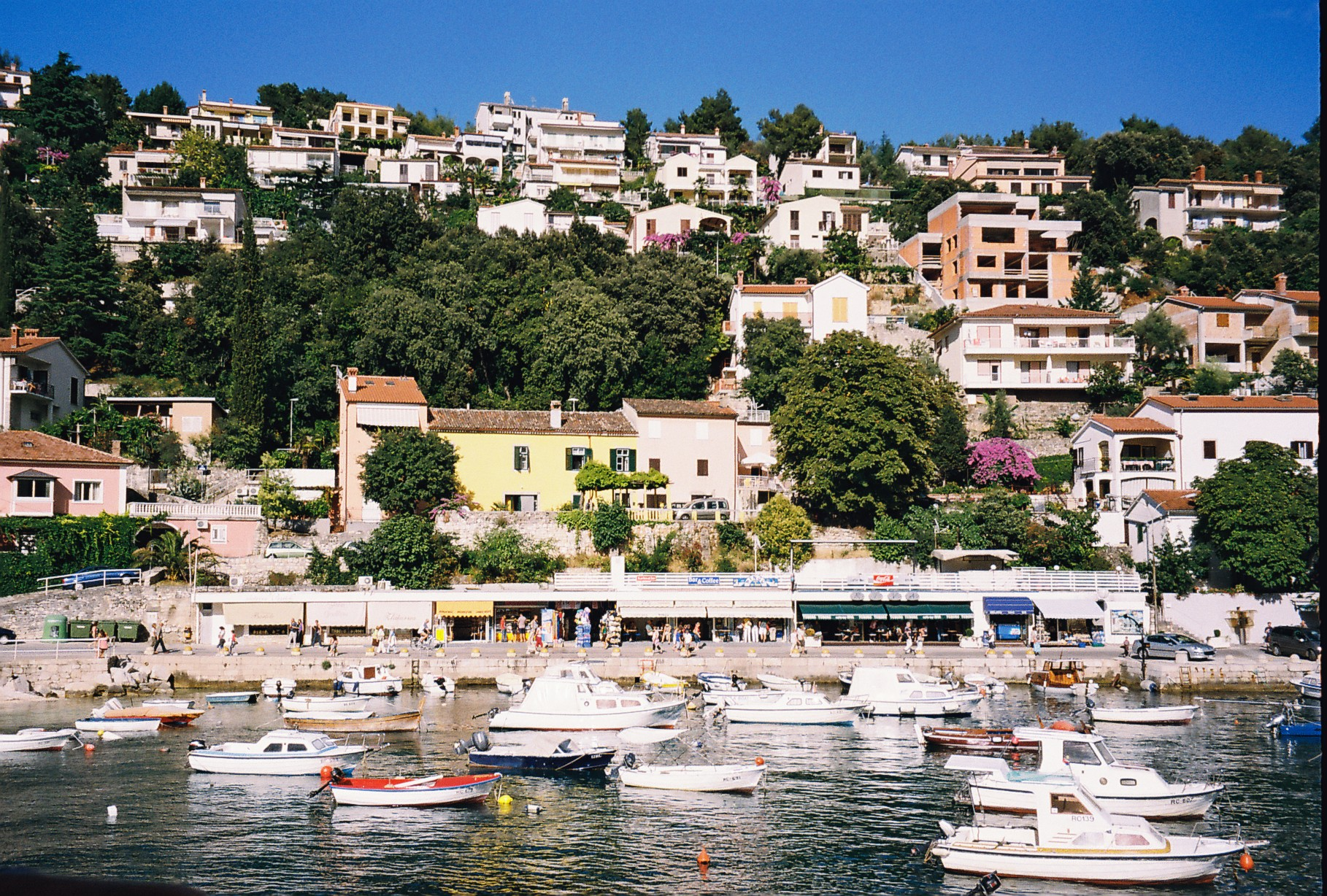
Вид на Рабац со стороны моря

Рабац (хорв. Rabac) - город в Хорватии, в Истрийской жупании на полуострове Истрия. Лежит на побережье Кварнерского залива Адриатического моря, напротив острова Црес. Морской курорт. 

## История
Территорию вокруг города Рабац в период между 599 и 611 годами заселяют хорватские племена. В 1276 Истрию подчиняет своему господству Венеция. В 1797 году сюда приходят французские войска, и Рабац переходит под владычество Французской империи Наполеона I (в 1809-1813 годы). По итогам наполеоновских войн Истрия становится частью Австрийской империи. После Первой мировой войны и распада Австро-Венгрии Рабац и весь полуостров входят в состав Италии. В конце 1944 его занимают немецкие войска. В апреле 1944 года город освобождают югославские партизаны, руководимые Иосипом Броз Тито. В 1947 году большая часть Истрии (вместе с городом Рабац), согласно Парижскому соглашению 1946, была передана Югославии. После провозглашения независимости Хорватией в 1991 году - в составе Хорватии.

## Экономика
Основной отраслью доходов местного населения является обслуживание туристов. Рабац является крупным центром международного туризма международного класса ещё с конца XIX столетия. Известен своими галечными пляжами, чистой, прозрачной морской водой, прекрасной балканской кухней. Особенно удобен для семейного отдыха.

## Галерея

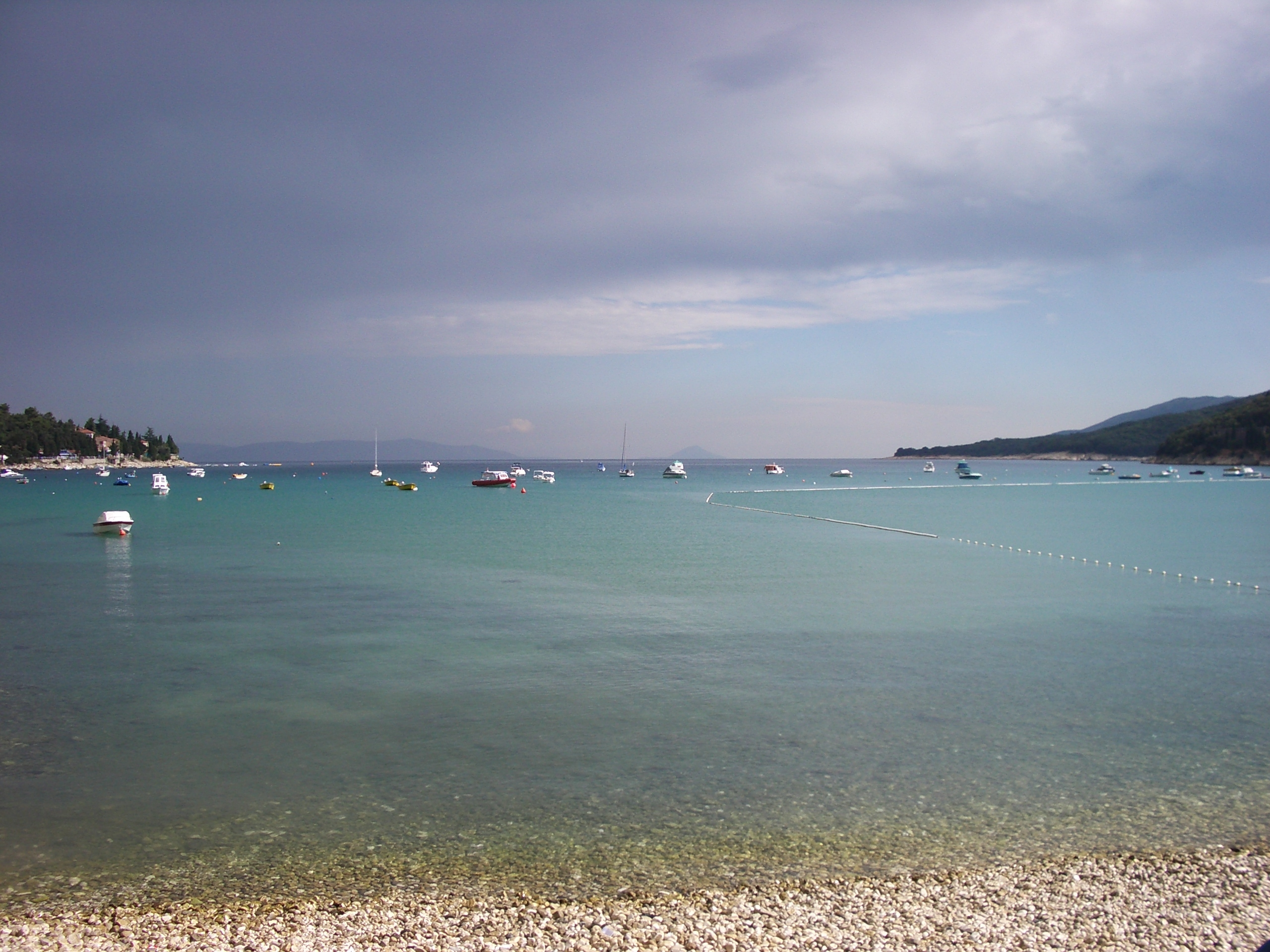